# Bertil Ohlin
Bertil Ohlin (Skåne, 23 de abril de 1899 — Åre, 3 de agosto de 1979) foi um economista sueco.
Foi laureado com o Prémio de Ciências Económicas em Memória de Alfred Nobel de 1977 "por sua contribuição pioneira à teoria do comércio internacional e aos movimentos internacionais de capital ".